# Aleksander II (patriarcha Aleksandrii)
Aleksander II – prawosławny patriarcha Aleksandrii w latach 1059–1062.